# Верховье (Орловская область)
Верхо́вье — посёлок городского типа в Орловской области России, административный центр Верховского района. Образует одноимённое муниципальное образование городское поселение Верховье как единственный населённый пункт в его составе. Населённый пункт воинской доблести (23.05.2017).
Площадь — 458 га. Население — 7053 чел. (2023 год).

## География
Посёлок расположен в 92 км к востоку от города Орёл. В посёлке находится одноимённая узловая железнодорожная станция.

## Название
Название поселка происходит от слова «Верх», то есть верх реки, исток, начало. Так как посёлок примыкает к истокам реки Труды (а первоначально эта река называлась Труцкое Верховье), так называлась местность и раскинувшийся на ней населённый пункт. Со временем слово Труцкое отпало и осталось Верховье, а речка — Труды. (В словаре русского языка под редакцией С. И. Ожегова «Верховье — часть реки, близкая к её истокам, а также прилегающая к ней местность»).

## История
Первое упоминание о Верховье в архивных источниках относится к 1815—1817 годам. В справочнике «Церкви и приходы Новосильского уезда в 1915—1916» отмечается деревня Верховье, имеющая 89 дворов, где проживало 328 мужчин и 381 женщина, состоявшая в приходе села Галичье — церкви Казанской Божией Матери 1909 г.
Толчком к развитию посёлка Верховье послужило строительство железной дороги Орел-Елец, которое началось в 1863 и закончилось в 1868 годах. Одним из важных железнодорожных узлов в силу своего географического положения стал п. Верховье, где в 70-х годах была построена станция, депо (ТЧ-28) Верховье и здание железнодорожного вокзала. В 1871 году от ст. Верховье до ст. Ливны была проложена узкоколейная железная дорога. Это была первая в России «узкоколейка», позже (в 1898 году) заменена на стандартную. Возле станции до сих пор сохранены бывшие объекты «узкоколейки»: здание вокзала (там теперь размещена амбулатория) и депо (переделано под склад). Вскоре станция получила значение узловой.
С 1928 года село Верховье является центром Верховского района Орловского округа Центрально-Чернозёмной области (с 1937 года в составе Орловской области).
20 января 1958 года село Верховье отнесено к категории рабочих посёлков. С 1 января 2006 года Верховье образует городское поселение «Посёлок Верховье».

## Население
| 1939  | 1959  | 1970  | 1979  | 1989  | 2002  | 2009  |
| ----- | ----- | ----- | ----- | ----- | ----- | ----- |
| 2564  | ↗3729 | ↗6226 | ↗7318 | ↗8983 | ↘8071 | ↗8375 |
| 2010  | 2012  | 2013  | 2014  | 2015  | 2016  | 2017  |
| ↘7173 | ↘7132 | ↗7165 | ↗7216 | ↘7060 | ↘6912 | ↗6956 |
| 2018  | 2019  | 2020  | 2021  | 2023  |       |       |
| ↘6948 | ↘6931 | ↘6898 | ↗7140 | ↘7053 |       |       |

Национальный состав
По итогам переписи населения 2020 года проживали следующие национальности (национальности менее 0,1 % и другое, см. в сноске к строке «Другие»):
| Национальность | Численность, чел. | Доля     |
| -------------- | ----------------- | -------- |
| Русские        | 6857              | 96,04 %  |
| Армяне         | 15                | 0,21 %   |
| Азербайджанцы  | 13                | 0,18 %   |
| Украинцы       | 11                | 0,15 %   |
| Другие         | 244               | 3,42 %   |
| Итого          | 7140              | 100,00 % |

## Экономика

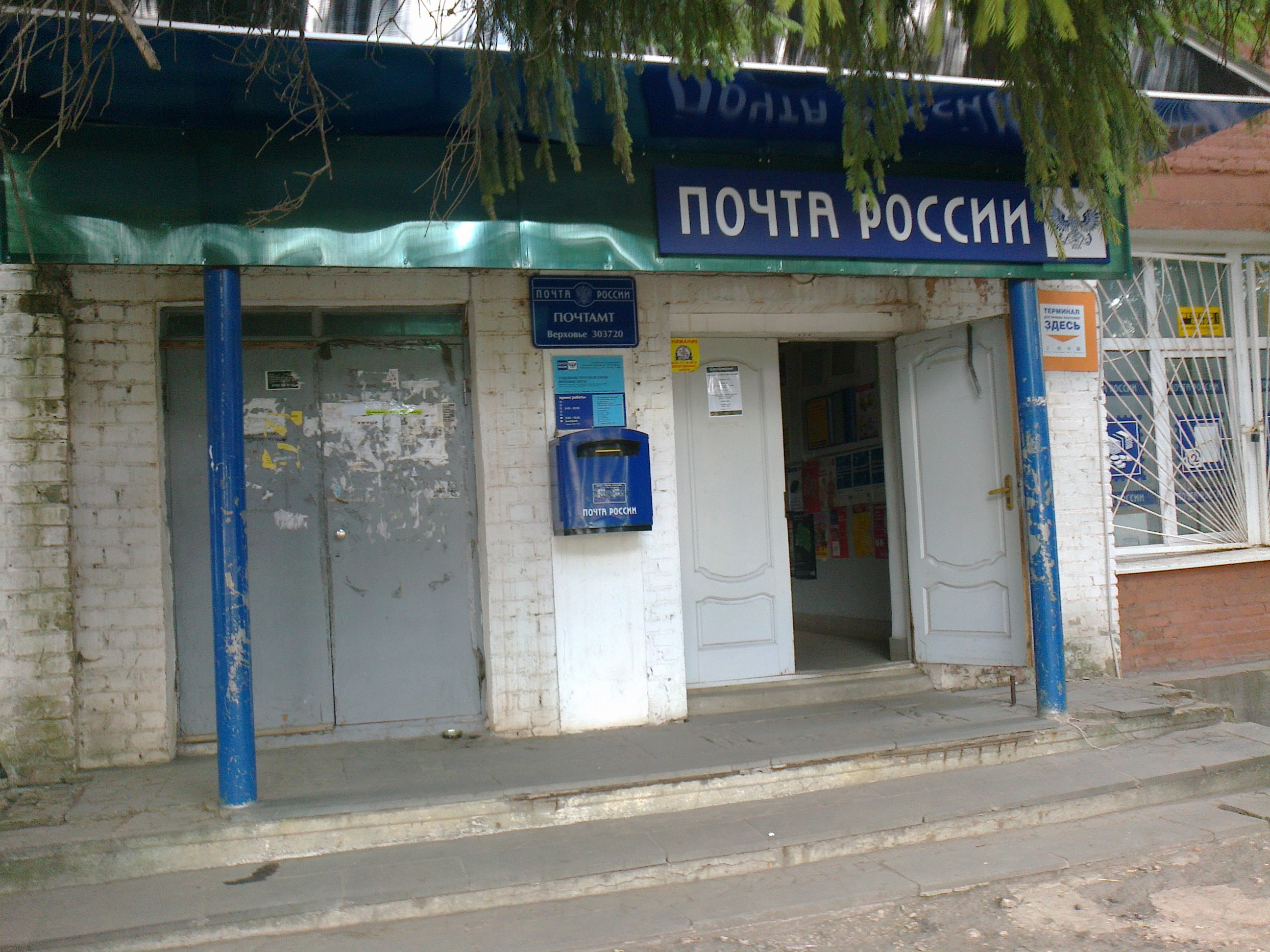
Почтамт в Верховье

В Верховье работают: молочно-консервный завод, комбикормовый завод, предприятия железнодорожного транспорта.
Торговля представлена целым рядом продовольственных и промтоварных магазинов, двумя рынками, аптеками. Есть гостиница. Раньше в посёлке работали ламповый завод, хлебозавод, мясокомбинат, типография, нефтебаза, сельхозпредприятия, функционировал аэродром для самолётов АН-2.

## Культура
В посёлке действуют две общеобразовательные, музыкальная и художественная школы, дом культуры, детская и районная библиотека, краеведческий музей. Есть районная больница и поликлиника.
Издаётся районная общественная газета «Наше время».

## Родившиеся в Верховье
- Михаил Фёдорович Жуков (1917—1998) — российский советский учёный, специалист в области аэродинамики и газоразрядной плазмы.
- Александра Ильинична Гребенкова (1912—1985) — музеевед, директор музея «Домик Лермонтова» в 1951—1968 годах[26].

## Достопримечательности
- церковь Троицы Живоначальной,
- паровоз-памятник Эм−740-38[27],
- мемориал Славы,
- памятник В. И. Ленину.